# Wyższa Szkoła Administracji Publicznej w Kielcach
Wyższa Szkoła Administracji Publicznej w Kielcach – szkoła wyższa posiadająca uprawnienia do nadawania tytułu licencjata i magistra. Uczelnia funkcjonuje od 25 lat, kontynuuje 10-letnią tradycję Pomaturalnej Szkoły Samorządu i Administracji na kierunku studiów: administracja. Uczelnia prowadzi Kształcenie Specjalistyczne i liczne kierunki studiów podyplomowych związane z administracją i zarządzaniem publicznym, gospodarką przestrzenną i innymi zadaniami samorządu, zarządzaniem w transporcie (certyfikat)  i in.
Rektorem uczelni jest doktor hab. Janina Kowalik, prof. WSAP.
Uczelnia organizuje również konferencje i seminaria naukowe, posiada własne wydawnictwo oraz bibliotekę.

## Kierunki kształcenia
W 2012 roku uczelnia kształciła na następujących kierunkach:
- studia licencjackie:
  - Administracja Publiczna
- studia podyplomowe:
  - Podyplomowe Studium finansów publicznych w jednostkach samorządu terytorialnego
  - Studium samorządu i administracji
  - Studium zarządzania programami i projektami w administracji publicznej
  - Prawo Pracy i Ubezpieczeń Społecznych
  - Zamówienia publiczne
  - Rachunkowość Budżetowa
  - BHP
  - inne